# Cerkiew Przemienienia Pańskiego w Ploskach
Cerkiew pod wezwaniem Przemienienia Pańskiego – prawosławna cerkiew parafialna w Ploskach. Należy do dekanatu Bielsk Podlaski diecezji warszawsko-bielskiej Polskiego Autokefalicznego Kościoła Prawosławnego.

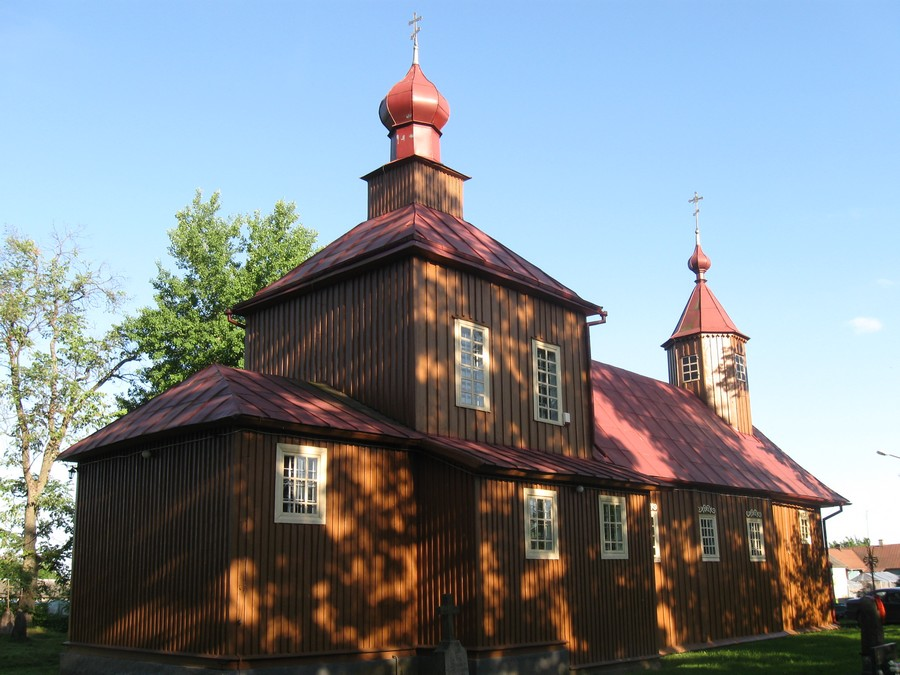
Widok ogólny (2012)

Świątynia pochodzi z końca XVIII w.; rozbudowana w latach 1940–1944. Wzniesiona na planie krzyża, drewniana, o konstrukcji zrębowej, jednonawowa. Prezbiterium zamknięte prostokątnie, z boczną zakrystią. Dachy cerkwi blaszane. Nad frontową częścią nawy wieżyczka zwieńczona ostrosłupowym hełmem. Nad środkową częścią cerkwi czworoboczna wieża z dachem namiotowym zwieńczonym kopułą.
W listopadzie 2019 r. rozpoczęto generalny remont cerkwi, w ramach którego odrestaurowano dzwonnicę i wymieniono jej okna, odnowiono krzyże, pokryto wszystkie dachy miedzianą blachą, oszalowano ściany, wymieniono stolarkę okienną i drzwiową, docieplono nawę i prezbiterium, wymieniono podłogę, zainstalowano centralne ogrzewanie podłogowe oraz wykonano nowe kamienne schody przed wejściami.

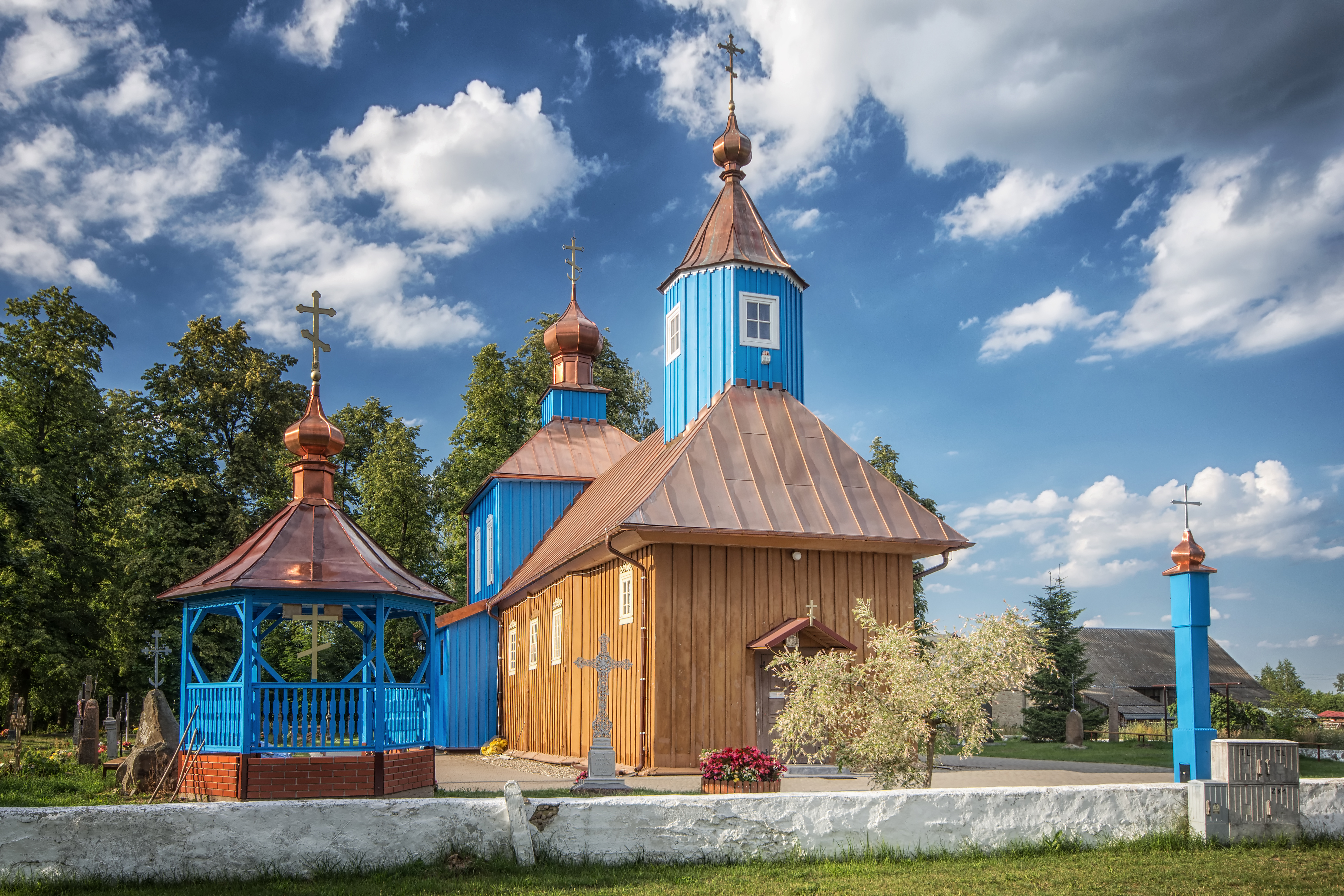
Cerkiew w trakcie remontu (2020)

Główna uroczystość obchodzona jest 19 sierpnia (według starego stylu 6 sierpnia) – w święto Przemienienia Pańskiego.
Cerkiew została wpisana do rejestru zabytków 8 lipca 1991 pod nr A-37.